# Christmas Island Airport
Christmas Island Airport (IATA: XCH, ICAO: YPXM) is de enige luchthaven op Christmaseiland, dat tot Australië behoort. Het vliegveld ligt in het noordoosten van het eiland, nabij Flying Fish Cove. Er is een startbaan van ruim 2000 meter lang van noord naar zuid. 
De eerste passagiersvlucht naar het vliegveld landde op 6 juni 1974. In 1992 werd een stationsgebouw gebouwd.
Het vliegveld is eigendom van de Australische overheid en wordt uitgebaat door de Toll Group.

## Luchtvaartmaatschappijen en bestemmingen
De volgende luchtvaartmaatschappijen vliegen op Christmas Island Airport (stand: mei 2019)
- Virgin Australia (vanuit Perth en de Cocoseilanden)
- Garuda Indonesia (charters vanuit Jakarta)
- Malindo Air (charters vanuit Kuala Lumpur)